# Ансамбль песни и пляски НКВД СССР
Ансамбль песни и пляски НКВД — эстрадный ансамбль, созданный осенью 1939 года по указанию Народного комиссара внутренних дел СССР Л. П. Берии. Начальником ансамбля был назначен Борис Тимофеев. Среди участников коллектива — постановщики программы режиссёры Сергей Юткевич и Рубен Симонов, художник-оформитель Пётр Вильямс (также известен как автор декораций Большого театра), автор интермедий — драматург Николай Эрдман. Руководитель хора — Александр Свешников, постановщики танцев — Асаф Мессерер и Касьян Голейзовский. Оркестр народных инструментов вёл гитарист Александр Иванов-Крамской, дирижёр симфонического оркестра — Михаил Бак. Театральными постановками заведовал артист МХАТ Михаил Тарханов, а художественным руководителем ансамбля был назначен брат известного композитора — Зиновий Дунаевский.
С 1941 года начались гастрольные поездки Ансамбля песни и пляски НКВД  по стране.
22 июня 1941 года в 13 часов ансамбль выступал в Каунасе. Несмотря на бомбардировку города в этот час, ансамбль не прервал своё выступление.
В годы Великой Отечественной войны Ансамбль песни и пляски НКВД-МВД СССР дал 1711 выступлений. Были проведены за эти годы выступления по радио (130), в том числе спецтрансляции на зарубежные страны.
С ансамблем сотрудничал композитор Дмитрий Шостакович. Выходцами из этого ансамбля были будущие народные артисты СССР Юрий Силантьев, Карен Хачатурян, певец Иван Шмелёв, кинодраматург Даниил Храбровицкий, драматург Николай Эрдман, будущий режиссёр Театра на Таганке Юрий Любимов.
В системе НКВД также работали и другие эстрадные коллективы.

## Награды
После Великой Отечественной войны ансамбль был награждён медалями «За оборону Москвы», «За оборону Ленинграда», «За победу над Германией».